# Huben (Fraktion, Gemeinde Matrei in Osttirol)
Huben ist eine Fraktion der Gemeinde Matrei in Osttirol in der Katastralgemeinde Matrei in Osttirol Land. Am 1. Jänner 2024 zählte Huben 163 Einwohner.

## Ortslage

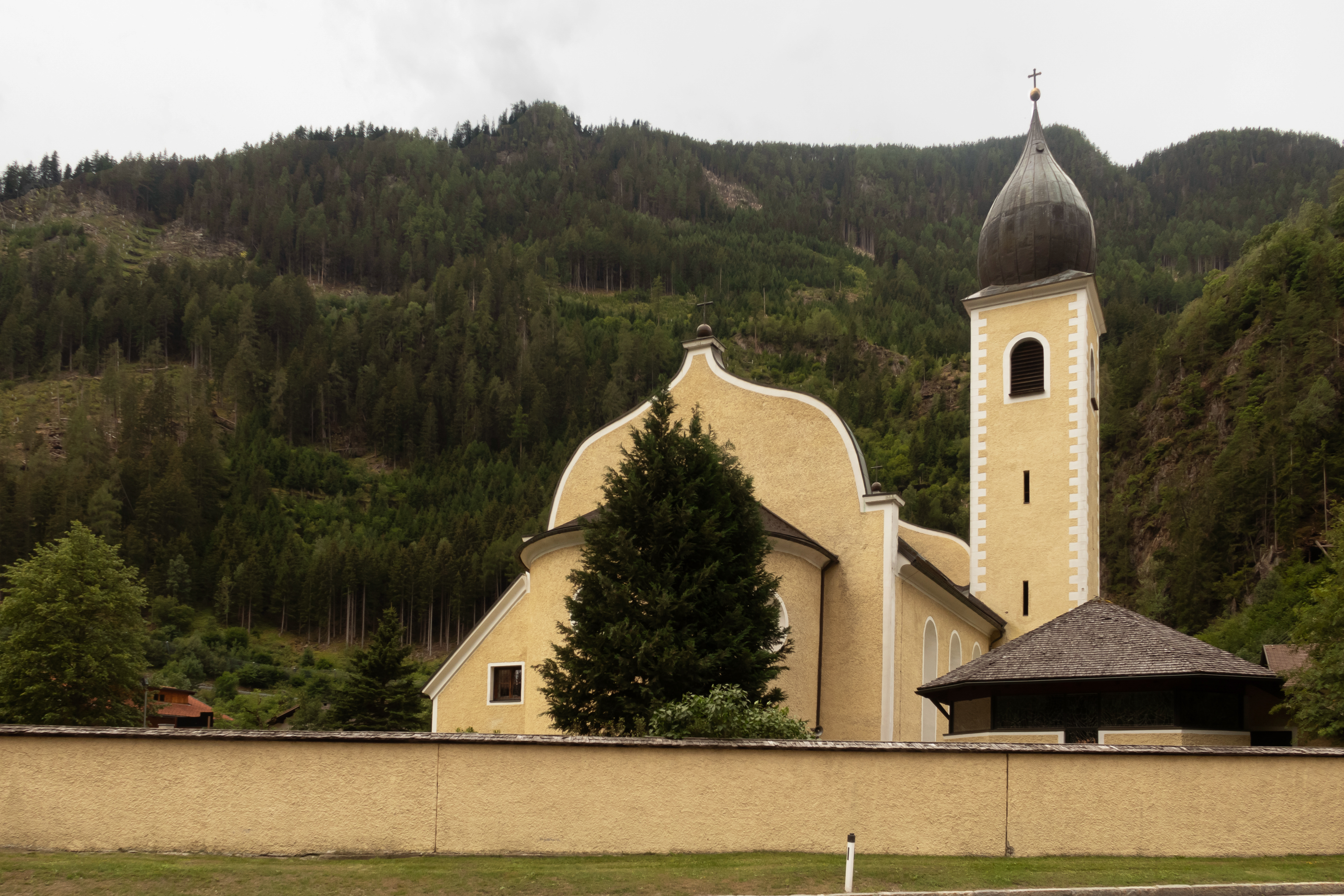
Huben, die Herz-Jesu-Kirche

Huben liegt auf 819 m Seehöhe im Iseltal an der Abzweigung zum Defereggental sowie zum Kalser Tal, 7 km südlich von Matrei in Osttirol am halben Weg zwischen Lienz und dem Felbertauerntunnel an der Felbertauernstraße (B108). In Huben münden die Schwarzach und der Kalserbach in die Isel. Die Fraktion Huben besteht aus den statistischen Einheiten des Dorfs Huben sowie der Streusiedlung Huben, die wiederum aus der Rotte Oberhuben und der Einzelsiedlung Zöschken besteht. 

## Sport
In Huben sind einige Sportvereine beheimatet. Neben einem Fußballverein ist auch ein durchaus erfolgreicher Eishockeyverein (UECR Huben) Bestandteil des Ortes.